# 巴韦拉-德尔巴列斯
巴韦拉-德尔巴列斯，是西班牙加泰罗尼亚巴塞罗那省的一个市镇。总面积8平方公里，总人口32580人（2013年），人口密度3925人/平方公里。